# William Lescaze

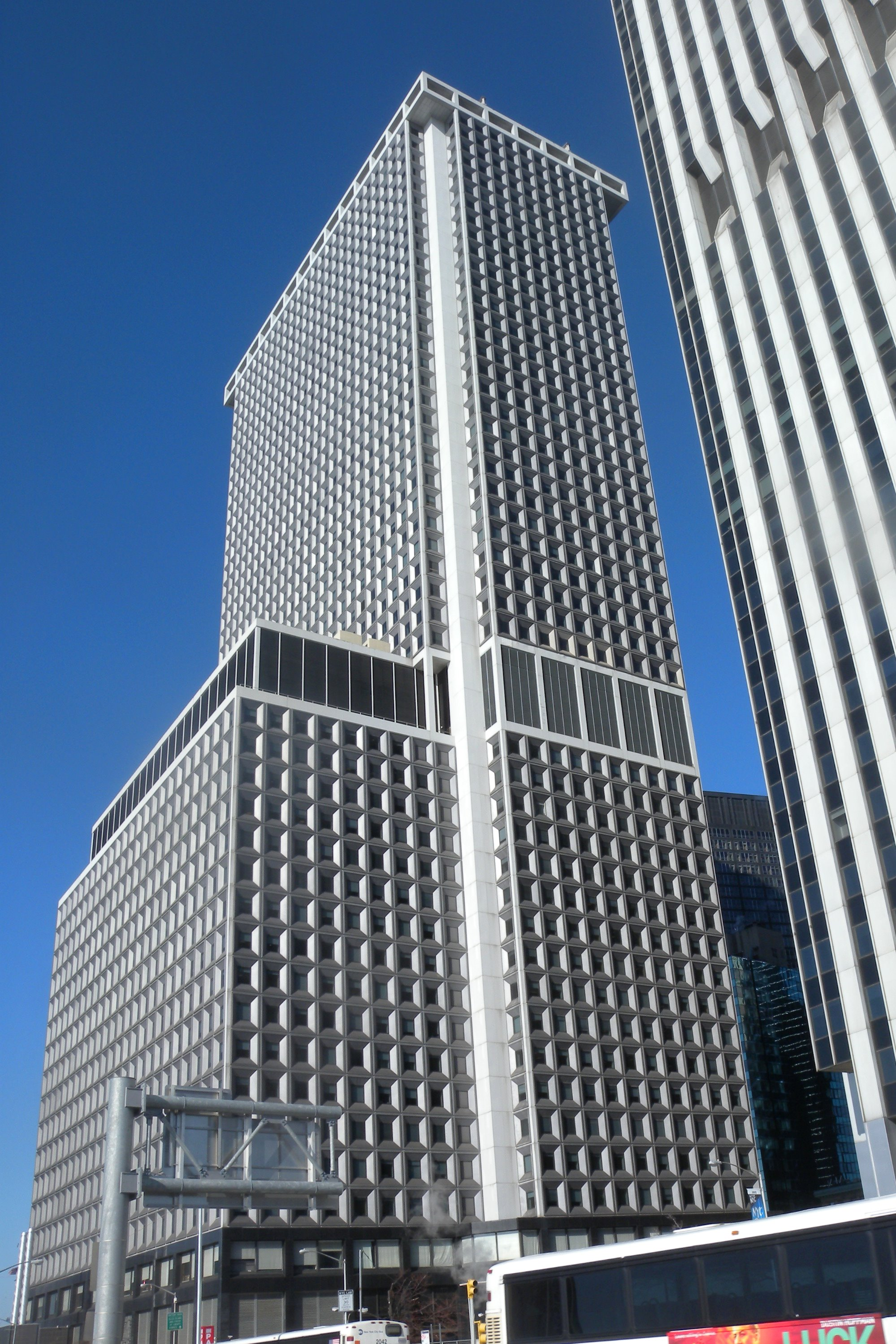
Rascacielos 1 New York Plaza (1967-1969), de Lescaze & Associates y Kahn & Jacobs, Nueva York

William Edmond Lescaze (Onex, 27 de marzo de 1896-Nueva York, 9 de febrero de 1969) fue un arquitecto y urbanista suizo nacionalizado estadounidense, de estilo racionalista. 

## Trayectoria
Estudió en la Escuela Politécnica Federal de Zúrich, donde fue alumno de Karl Moser. Se tituló en 1919. Trabajó inicialmente en Francia, con Henri Sauvage, hasta que en 1920 emigró a Estados Unidos. Se instaló primero en Cleveland, hasta que en 1923 abrió un estudio en Nueva York.
En 1929 se asoció a George Howe, con el que formó la firma Howe & Lescaze. Juntos diseñaron el rascacielos Philadelphia Savings Fund Society (PSFS) de Filadelfia (1931-1932), el primer rascacielos de estilo racionalista de Estados Unidos. En su momento fue una obra emblemática, el edificio de mayor escala construido en su tiempo, diseñado como una obra de diseño integral, en que los autores diseñaron meticulosamente tanto los aspectos constructivos como decorativos, equipamientos y mobiliario. Inspirado parcialmente en el estilo Beaux-Arts, su concepción funcionalista lo enmarca sin embargo claramente en el racionalismo —más conocido en el ámbito anglosajón como Estilo internacional—.
Otras obras de ambos arquitectos fueron: la escuela Hessian Hills School en Nueva York (1931-1932) y la casa Field en Connecticut (1932). En 1933, Lescaze diseñó su propia casa en Nueva York, construida con ladrillos de vidrio.
En 1935 se separaron y Lescaze fundó su propio estudio, Lescaze & Associates. Realizó entonces el edificio administrativo de la Kimble Glass Society en Vineland, Nueva Jersey (1936-1937) y la estación CBS en Hollywood (1936-1938, con E.T. Heitschmidt). En el terreno del urbanismo proyectó la urbanización de Churston en Reino Unido (1932-1936) y las viviendas colectivas Ten Eyck en Brooklyn, Nueva York (1935-1938).
Para la World's Fair de Nueva York de 1939 realizó los pabellones de la Aviación (1937-1938) y de Suiza (1938-1939). Por entonces diseñó también una «casa para el año 2039».
Tras la Segunda Guerra Mundial sus obras destacan por el uso intensivo del muro cortina, como en el rascacielos 1 New York Plaza (1967-1969), construido en colaboración con Kahn & Jacobs.